# Callerebia afghana
Callerebia afghana är en fjärilsart som beskrevs av Goltz 1937. Callerebia afghana ingår i släktet Callerebia och familjen praktfjärilar. Inga underarter finns listade i Catalogue of Life.